# جاش کوهن
جاش کوهن (عبری: ג'ושוע "ג'וש" כהן‎؛ زادهٔ ۱۸ اوت ۱۹۹۲) بازیکن فوتبال اهل ایالات متحده آمریکا است.
از باشگاه‌هایی که در آن بازی کرده‌است می‌توان به باشگاه فوتبال اورنج کانتی، باشگاه فوتبال مکابی حیفا، و باشگاه فوتبال فینیکس رایزینگ اشاره کرد.